# Bernabé Rivera (miasto)
Bernabé Rivera – miasto w Urugwaju, w departamencie Artigas.